# Werchnjaja Lupja
Die Werchnjaja Lupja (russisch Верхняя Лунья („Obere Lupja“)) ist ein linker Nebenfluss der Wytschegda in der Oblast Archangelsk und in der Republik Komi im Norden des europäischen Teils von Russland.
Die Werchnjaja Lupja verläuft östlich des Unterlaufs der Wytschegda. Sie entspringt im Rajon Lena im Südosten der Oblast Archangelsk. Sie fließt in einem Bogen anfangs nach Nordosten in die Republik Komi, wendet sich dann nach Westen und kehrt in den Rajon Lena zurück. Sie passiert die Siedlung Urdoma und wendet sich anschließend nach Süden. Bei der Siedlung Lupja ändert sie erneut ihren Kurs und schwenkt nach Westen. Schließlich mündet sie in die Wytschegda, 99 km oberhalb deren Mündung in die Nördliche Dwina. 
Die Werchnjaja Lupja hat eine Länge von 175 km. Sie entwässert ein Areal von 1520 km². Sie weist im Mittel- und Unterlauf ein stark mäandrierendes Verhalten auf. Sie wird von der Schneeschmelze als auch von Niederschlägen gespeist.
Der Fluss wurde früher zum Flößen genutzt.